# Beeldenroute Katarina Bangata

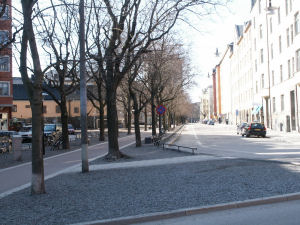
Katarina Bangata, Stockholm

De Beeldenroute Katarina Bangata (Zweeds: Konstverk längs Katarina Bangata) is een reeks sculpturen in de straat Katarina Bangata in Stockholm in Zweden. De straat ligt in de wijk Södermalm en is bekend als de straat waar Greta Garbo haar jeugd doorbracht en naar de Katarina Södra Skola ging.

## De kunstwerken
Acht kunstwerken zijn langs de route geplaatst, die van Götgatan tot Greta Garbos torg loopt:
- Stående figur ("Staande figuur") van Rune Rydelius
- Jannica och dockvagnen ("Jannica en de poppenwagen") van Gunnel Frieberg
- Vi ses vid målet ("Tot ziens bij het doel") van Olle Adrin
- Greta Garbo van Tomas Qvarsebo
- Lilla elefanten drömmer ("Het olifantje droomt") van Torsten Renqvist
- Vinterfågel ("Wintervogel") van Göran Lange
- Sophie van Åsa Hellström
- Stilleben ("Stilleven") van Eugen Krajcik

## Fotogalerij

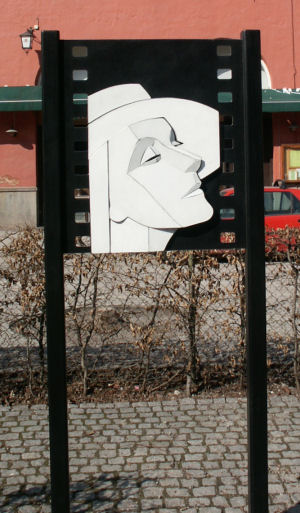
Greta Garbo
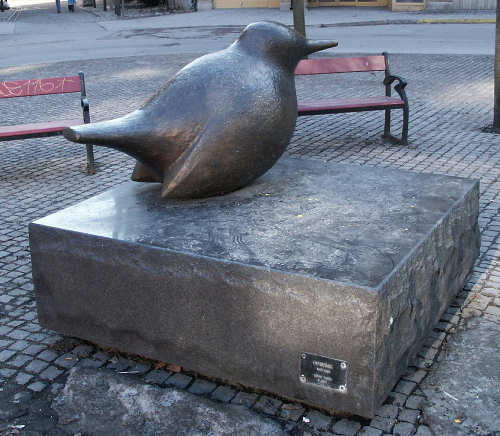
Vinterfågel
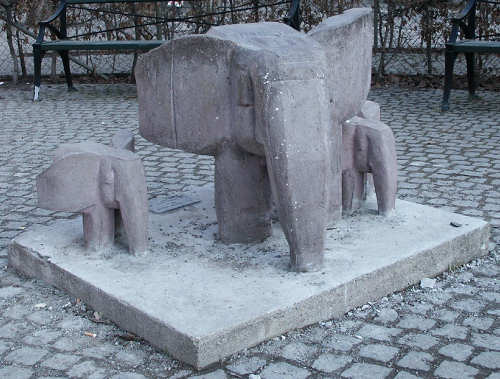
Lilla elefanten drömmer
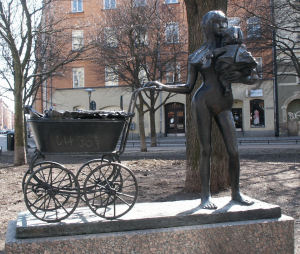
Jannica och dockvagnen